# Georg Kolbe

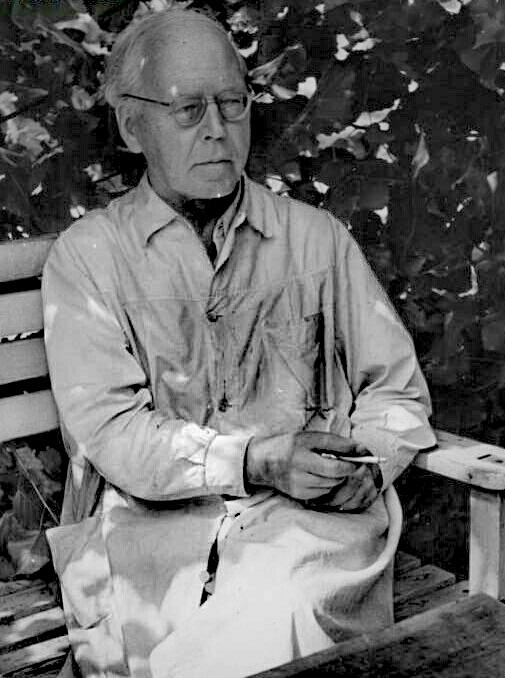
Georg Kolbe (um 1940)

Georg Kolbe (* 15. April 1877 in Waldheim, Sachsen; † 20. November 1947 in Berlin) war ein figürlicher Bildhauer und Medailleur. Nach ihm sind der Georg-Kolbe-Preis und das Georg Kolbe Museum benannt.

## Werdegang
Georg Kolbe war das vierte von sechs Kindern von Theodor Emil und Caroline Ernestine Kolbe, geb. Krappes. Sein Großvater Gottfried Kolbe war Uhrmacher und Musiker. Georg Kolbes 1873 geborener Bruder Rudolf wurde ein bekannter Architekt und Kunstgewerbler in Dresden; seine Schwester Gertrud war mit dem Maler Hugo Wilkens verheiratet.
Kolbe wurde an der Kunstgewerbeschule in Dresden sowie an der Kunstakademie in München zum Maler ausgebildet. 1897 ging er nach Paris, um ein Semester an der Académie Julian zu studieren. Von 1898 bis 1901 lebte er in Rom, wo er unter Anleitung Louis Tuaillons im Jahr 1900 mit bildhauerischen Versuchen begann. In Bayreuth lernte er 1901 im Kreis der Familie Wagner die holländische Gesangsschülerin Benjamine van der Meer de Walcheren kennen, die er am 13. Februar 1902 in Uccle bei Brüssel heiratete, eine der Schwestern des Schriftstellers Pieter van der Meer de Walcheren. Das junge Paar zog nach Leipzig, wo am 19. November 1902 die Tochter Leonore geboren wurde.

### 1904–1932
Im Jahr 1904 zog Kolbe nach Berlin, wo er bis zu seinem Lebensende lebte. Er wurde 1905 Mitglied der Berliner Secession; sein wichtigster Kunsthändler war Paul Cassirer. 1905 gehörte er zu den ersten Trägern des Preises der Villa Romana, der mit einem Studienaufenthalt in Florenz verbunden war. 1909 nahm er mit mehreren deutschen Künstlern am Salon d’Automne in Paris teil und besuchte Auguste Rodin in Meudon. Den Ruf an die Weimarer Bildhauerschule lehnte er 1910 ab. 1911 wurde er in den Vorstand der Berliner Secession gewählt. Nach schwierigen Anfängen wurde Kolbe ab 1910 immer bekannter und erfolgreicher. Seine berühmteste Plastik Die Tänzerin wurde 1912 in der Berliner Secession gezeigt und anschließend von der Berliner Nationalgalerie erworben. Bedeutsam für seine Stilentwicklung war 1913 eine Reise nach Ägypten.
Nach Ausbruch des Ersten Weltkriegs war Kolbe zuerst als freiwilliger Soldat Kraftfahrer an der Ostfront, anschließend machte er eine Fliegerausbildung, wurde aber nicht eingesetzt. Anfang 1917 wurde er gemustert und zum Kriegsdienst eingezogen. Im Mai 1917 folgte er einer Berufung nach Istanbul, wo sein Freund Richard von Kühlmann Botschafter war. Durch dessen Fürsprache blieb er vom aktiven Kriegsdienst verschont. Seine Aufgabe war es, auf dem Friedhof im Vorort Tarabya ein Gefallenendenkmal zu errichten. Außerdem porträtierte er Diplomaten, Militärs und auch den jungtürkischen Politiker Talât Pascha. 1918 erhielt er den Professortitel vom Preußischen Kultusministerium.

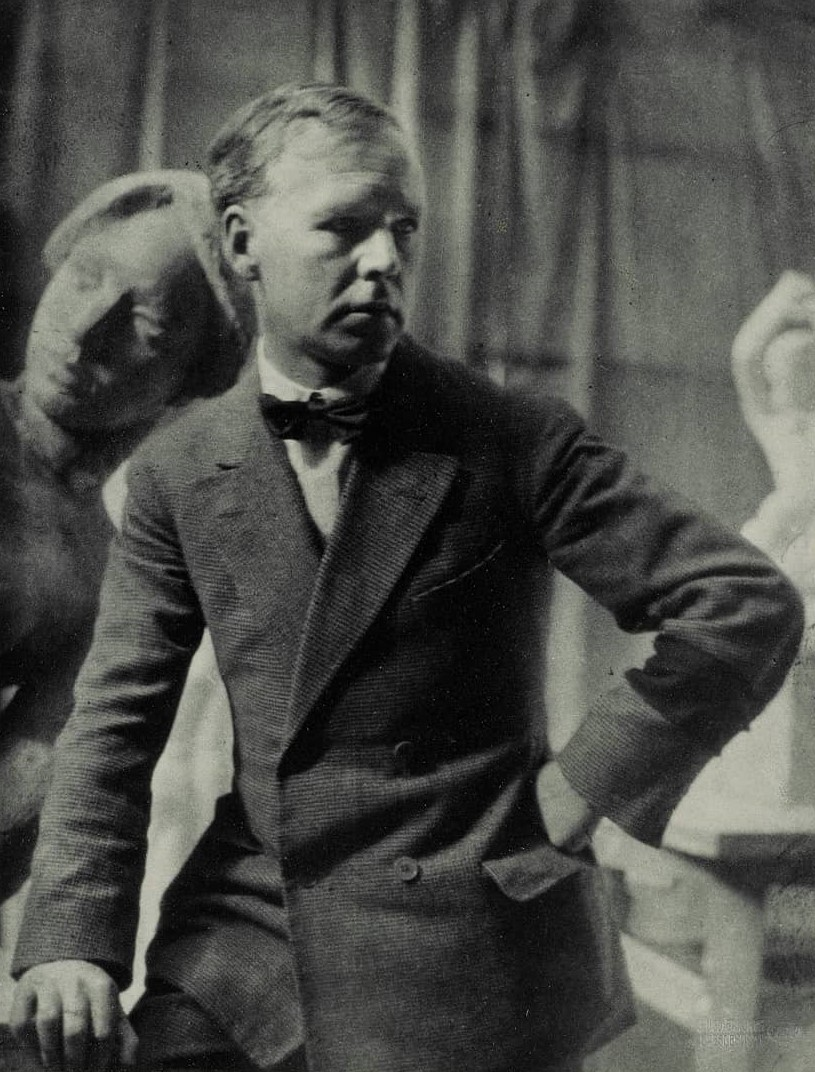
Georg Kolbe (1921). Foto von Hugo Erfurth

Nach seiner Rückkehr nach Berlin, Anfang 1919, wurde er zum Mitglied der Preußischen Akademie der Künste ernannt. Kolbe war auch Mitglied im revolutionären Arbeitsrat für Kunst und von 1919 bis 1921 Präsident der Freien Secession Berlin. Sein gewandelter Stil, der vom Expressionismus beeinflusst erscheint, wurde 1921 in einer großen Ausstellung in der Galerie Cassirer und 1922 durch die Monografie von Wilhelm Reinhold Valentiner vorgestellt.
Erfolgreicher war Kolbe in der zweiten Hälfte der 1920er Jahre, als er zu natürlicherer Proportionierung seiner Gestalten zurückgekehrt war. Seine Werke waren in zahlreichen Einzel- und Gruppenausstellungen zu sehen. Erstmals wurden einige Plastiken in höheren Auflagen verkauft. Zahlreich waren die Porträtaufträge. Mehrere Werke wurden öffentlich aufgestellt: die Marburger Kauernde, die Kriechenden im Hamburger Stadtpark, in den Ceciliengärten in Berlin-Schöneberg die zwei Figuren Der Morgen und Der Abend, Der Morgen wurde als Gips im Barcelona-Pavillon von Ludwig Mies van der Rohe anlässlich der Weltausstellung in Barcelona 1929 ausgestellt, ein Genius im Opernhaus, Die Nacht im Rundfunkhaus Berlin und der Rathenau-Brunnen im Volkspark Rehberge. 1927 erhielt Kolbe die Ehrendoktorwürde der Universität Marburg.

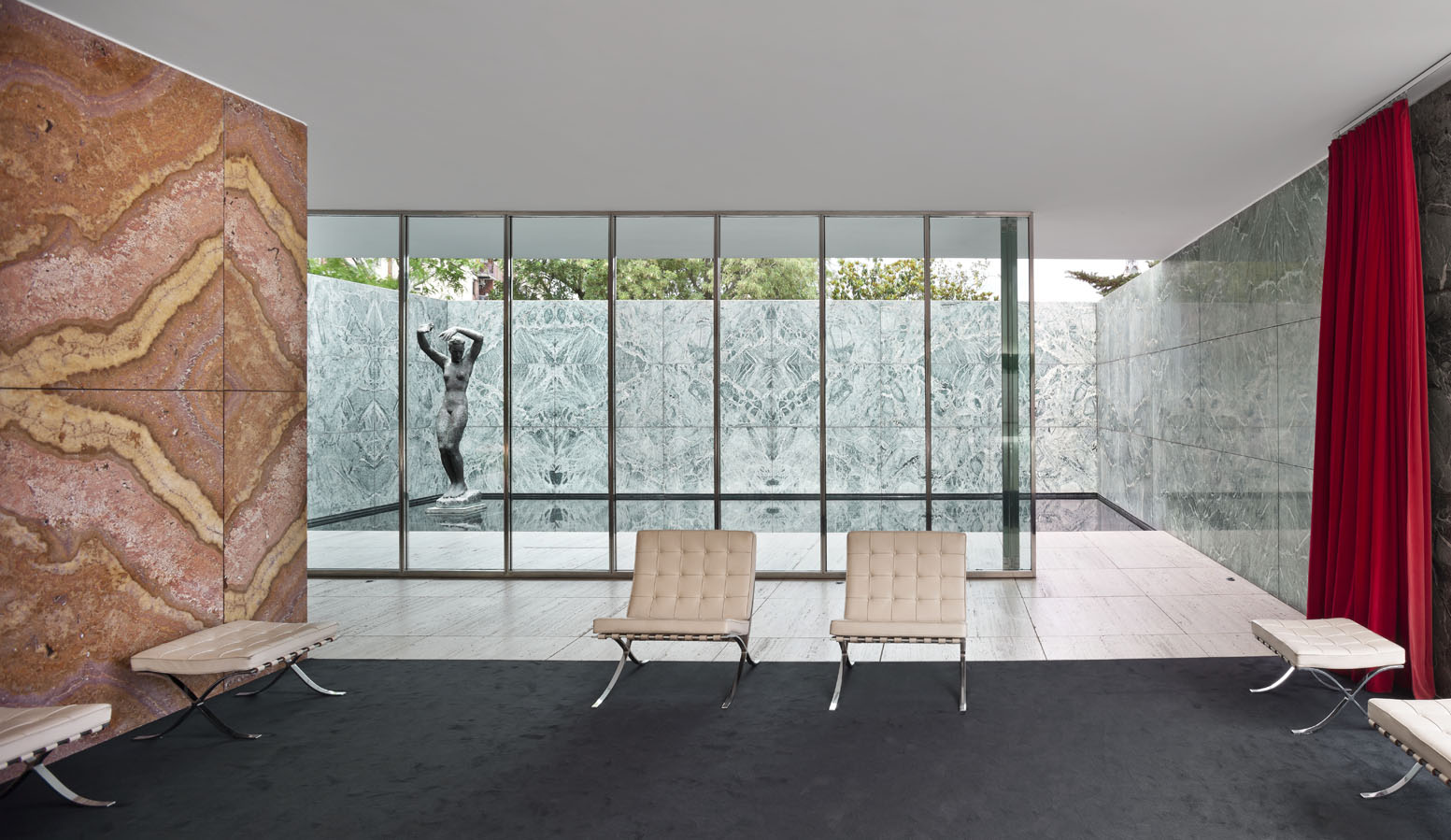
Kolbe-Skulptur Der Morgen im Barcelona-Pavillon von Ludwig Mies van der Rohe, Barcelona

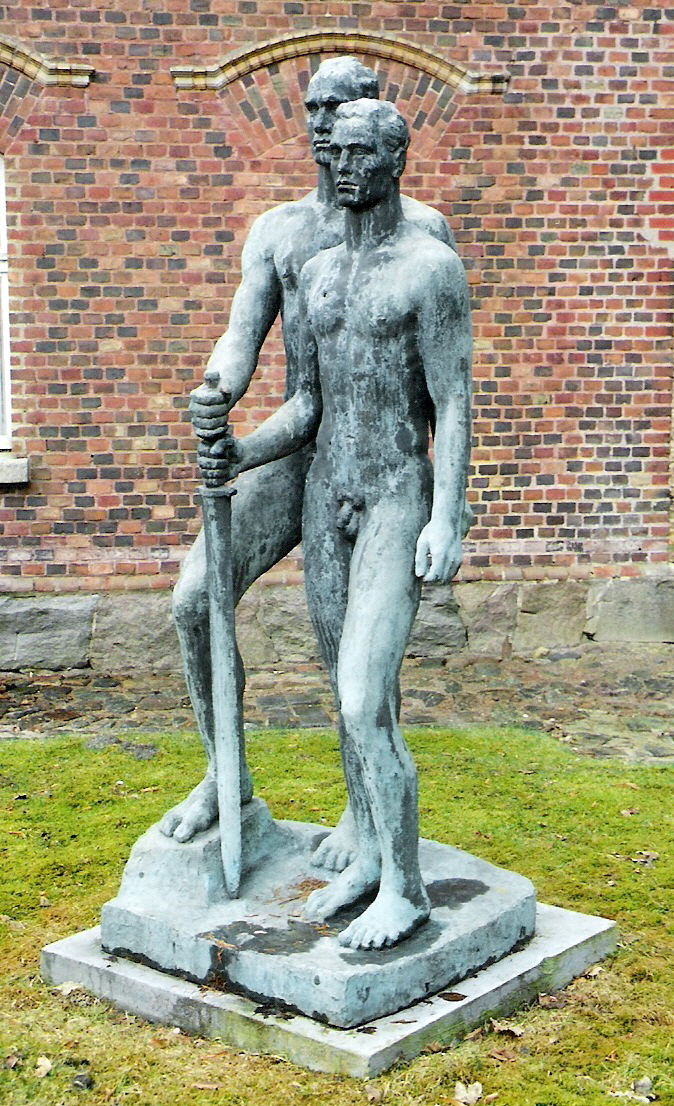
Georg Kolbe: Kriegerdenkmal in Stralsund, 1934

Am 7. Februar 1927 starb seine Frau Benjamine, zum Zeitpunkt seiner höchsten Anerkennung. Trauerfiguren spiegeln danach seine innere Situation wider, vor allem 1927 die Statue Der Einsame. Ein Ausweg schien für den Künstler die Beschäftigung mit heroischen Denkmalsprojekten zu sein; bis zu seinem Lebensende arbeitete er an einem Beethoven- und einem Nietzsche-Denkmal. Kolbe zog sich aus dem lebendigen Kunstviertel Tiergarten zurück in sein neu erbautes Atelierhaus in Berlin-Westend, nahe beim Friedhof, auf dem seine Frau begraben war. 1931 beteiligte er sich an der Ausstellung der Prager Secession.

### 1933–1947
Im Jahr 1932 reiste Kolbe nach Moskau. Im Januar 1933 veröffentlichte er seine recht positiven Reiseeindrücke in der linksliberalen, anti-nationalsozialistischen Wochenzeitschrift Das Tage-Buch. Aus privaten Briefen geht hervor, dass er schon Jahre vor 1933 vor den Nationalsozialisten warnte und auch später kein Freund deren Ideen wurde. Kolbe sah sich anfangs nicht als ein vom neuen Regime besonders geschätzter Künstler. Er galt als Repräsentant der Weimarer Republik und wurde aus verschiedenen Gründen angegriffen, zum Beispiel von Hugo Lederer 1925 wegen seiner Bildnisbüste von Friedrich Ebert. (Ein 1987 gefertigter Abguss der Büste steht im Amtszimmer des Bundespräsidenten in Schloss Bellevue.) Lederer hielt sie für stilistisch unseriös und sprach sich gegen ihre Aufstellung im Reichstag aus; der von Lederer empfohlene Bernhard Bleeker schuf dann eine allgemein akzeptierte Ebert-Büste. Bis 1935 waren etliche seiner öffentlich aufgestellten Werke beseitigt worden, wie zum Beispiel das Heine-Denkmal in Frankfurt am Main, das Rathenau-Denkmal in Berlin, aber auch die Statue im Berliner Opernhaus. Das Heine-Denkmal blieb unter Bezeichnung „Frühlingslied“ im Garten des Städelmuseums erhalten. Das Heinedenkmal für Düsseldorf wurde 1933 nicht mehr aufgestellt, aber die Bronze blieb, versteckt im dortigen Museum Kunstpalast, erhalten.
In der Folgezeit erhielt Kolbe mehrere öffentliche, meist städtische Aufträge, zum Beispiel die Statue eines Stehenden Jünglings in Düsseldorf in der Kaiserswerther Straße vor dem Drahthaus. 1934 nahm er den Auftrag für ein Kriegerdenkmal für Stralsund an, nachdem ein Entwurf Ernst Barlachs als „kulturbolschewistisch“ abgelehnt worden war. Barlach wollte die Trauer über die Opfer in den Vordergrund stellen, während Kolbe ein Männerpaar darstellt; hier übergibt ein Mann mittleren Alters ein auf dem Boden aufgestütztes Schwert an einen jüngeren. Die nicht vom Künstler stammende Aufschrift „Ihr seid nicht umsonst gestorben“ kann, wie auch das Denkmal, als revanchistisch aufgefasst werden. Der Kunsthistoriker Wilhelm Pinder interpretierte 1937: „Der Ältere faßt es [das Schwert] oberhalb der jüngeren Hand – er wird es ihr einst überlassen“. Das Denkmal stieß auf geteilte Zustimmung: es war vom NSDAP-Kreisleiter als „zu sportlich“ kritisiert worden, während es von der NS-Kunstkritik begrüßt wurde. Dietrich Schubert schrieb 2004: „[…] Kolbe stellte seine Schwerthalter für Stralsund unzweideutig unter die Perspektive eines neuerlichen Krieges mit dem Führer Hitler und der Partei […]“
Nach dem Tod des Reichspräsidenten Paul von Hindenburg unterzeichnete Kolbe im August 1934 – wie auch Ernst Barlach, Erich Heckel oder Ludwig Mies van der Rohe – den sogenannten „Aufruf der Kulturschaffenden“ zur „Volksbefragung“ über die Vereinigung des Reichspräsidenten- und Kanzleramts in der Person Adolf Hitlers. Als letzter Präsident des Deutschen Künstlerbundes engagierte er sich für die als „entartet“ eingestuften Kollegen – allerdings vergeblich: Der renommierte Künstlerverband wurde 1936 verboten, die gerade laufende Jahresausstellung im Kunstverein Hamburg zwangsweise geschlossen und seine Mitglieder in die Reichskulturkammer überführt. Einzelne von Kolbes Werken wurden für offizielle Repräsentationen des NS-Regimes genutzt, so 1934 auf der Biennale in Venedig und 1937 auf der Weltausstellung in Paris. Sein dort im „Deutschen Haus“ (Architekt: Albert Speer) prominent positionierter Genius der Verkündigung – ein weiblicher kniender Akt – sollte „versinnbildlichen, daß hinter dem Tumult der äußeren Kraftentfaltung des Reiches auch noch die deutsche Innerlichkeit ihre stillen Rechte beanspruchte“ (so der damalige Botschaftsattache in Paris, Otto Abetz, NSDAP).

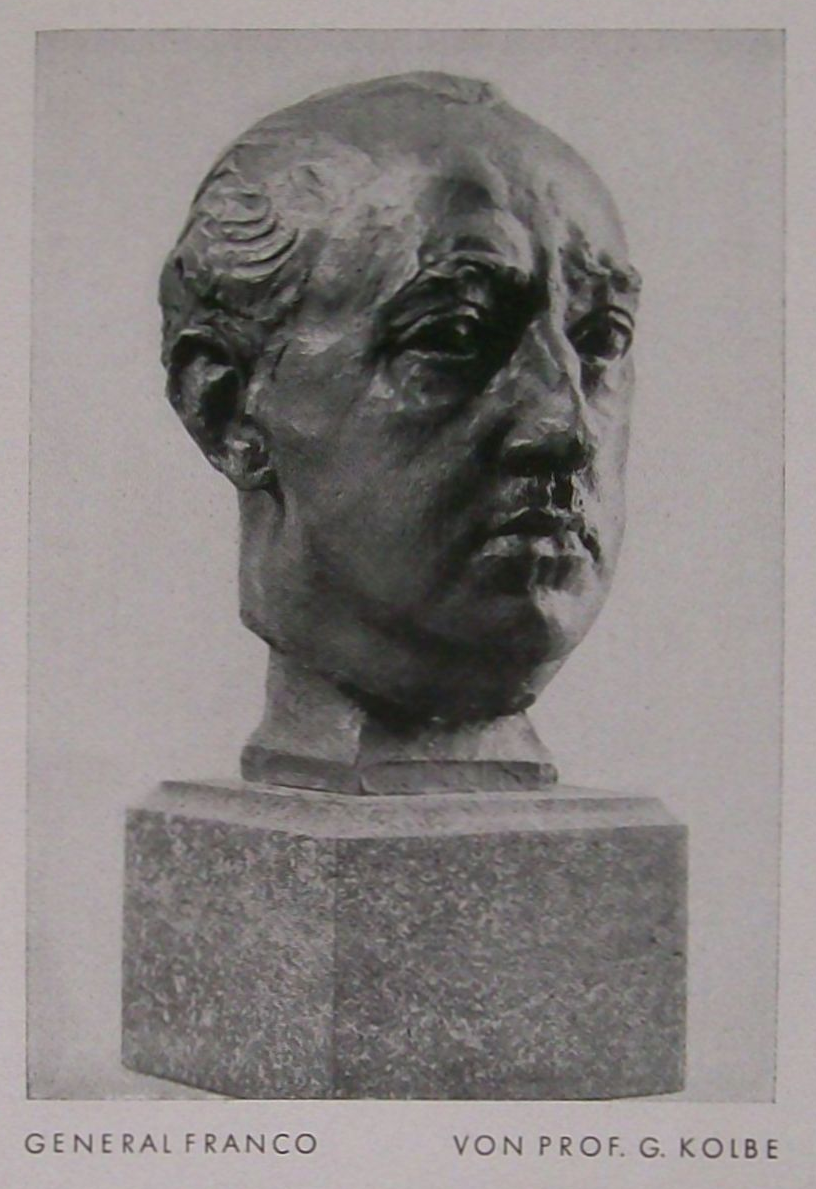
Büste von General Franco, geschaffen von Georg Kolbe, 1939

Kolbe nahm von 1937 bis 1944 regelmäßig mit Skulpturen an der Großen Deutschen Kunstausstellung im Haus der Kunst in München teil, der teils von Hitler kuratierten, wichtigsten nationalsozialistischen Kunstveranstaltung. Zu den Käufern seiner Skulpturen gehörten Adolf Hitler (Junges Weib, Skulptur, 1938), der Reichskulturminister Bernhard Rust (Die Hüterin, Skulptur, 1938) und der Reichswirtschaftsminister Walther Funk (Herabschreitender, Skulptur 1940). Mit zwei Statuen war er auf dem Reichssportfeld (heute: Olympiagelände Berlin) vertreten; einige Bronzen führte er für Kasernen der Wehrmacht aus. Offensichtlich hat er dem Wunsch nach einem Hitler-Bildnis nicht entsprochen. Allerdings schuf Kolbe 1939 im Auftrag der deutsch-spanischen Wirtschaftsorganisation Hisma eine Portraitbüste des spanischen Diktators Franco, die Adolf Hitler im gleichen Jahr zum Geburtstag überreicht wurde. Dieser bedankte sich bei der Hisma „herzlich für die von Georg Kolbe geschaffene Bronzebüste des Generalissimus Franco“. Dadurch wurde John Heartfield zu seiner Collage Brauner Künstlertraum veranlasst. Kolbes monströser Männerakt Zarathustras Erhebung wurde 1940 als Standbild für die Apsis der Nietzsche-Gedächtnishalle in Weimar von Hitler missbilligt und nicht aufgestellt.
Zwar stand Kolbe dem NS-Regime nahe, aber vereinnahmen wie die „Staatsbildhauer“ Arno Breker und Josef Thorak ließ er sich nicht. Ihre „Gigantomanie“ lehnte er ab, was ihn aber nicht daran hinderte, selbst überdimensionierte Großplastiken zu schaffen. Kolbe musste zwar die Vernichtung und Beschlagnahmung einiger seiner Werke hinnehmen (wie Die Nacht), andere Arbeiten wurden von völkischen Kreisen als unheroisch, humanistisch oder gar „afrikanisch“ und „ostisch“ abgelehnt, doch Kolbes Nische war der bürgerliche Kunstmarkt, der sich am Geschmack der frühen 1930er Jahre und dessen Tradition orientierte: Viele Künstler und bürgerliche Kunstliebhaber gingen auf Distanz zur Diktatur, indem sie sich auf ihre Ästhetik zurückzogen. Sie sahen aus ihrer idealistischen Warte die Schönheit in den sportlichen Figuren eines Georg Kolbe und hielten die gleichzeitig aus einer anderen Ecke kommenden Äußerungen über die Rassenreinheit der Dargestellten wohl für vulgär. „Der ästhetische und idealistische Anspruch vieler Künstler und Kunstliebhaber erwies sich als Realitätsflucht, nicht einmal hier die Konfrontation gehen zu können…“ wie ein Ausstellungskatalog des Georg-Kolbe-Museums zusammenfasst. Einen ästhetischen, idealistischen Anspruch hatte Kolbe allerdings von Anfang an vertreten, kritischer Realist war er nie gewesen.
Bei Kolbe wurde 1939 Blasenkrebs diagnostiziert. Die Operation durch Ferdinand Sauerbruch schien erfolgreich zu sein. 1943 wurde sein Atelierhaus bei einem Fliegerangriff beschädigt. In einer Notunterkunft in Schlesien untergekommen, kehrte Kolbe im Januar 1945 nach Berlin zurück. Zunehmende Erblindung und der erneute Ausbruch des Krebsleidens erschwerten die letzte Lebensphase. Georg Kolbe starb im November 1947 im Alter von 70 Jahren im St. Hedwig-Krankenhaus in Berlin.
Erst nach dem Tode Kolbes wurden in Frankfurt am Main das Beethoven-Denkmal (in den Wallanlagen) und der 1936 konzipierte Ring der Statuen (im Rothschildpark) aufgestellt.
Kolbes Arbeiten, die vor 1933 in bürgerlichen Kreisen gefragt waren, genossen auch im nationalsozialistischen Deutschland große Anerkennung. 1944, in der Endphase des Zweiten Weltkriegs, wurde Kolbe von Hitler in die Sonderliste der Gottbegnadeten-Liste mit den zwölf wichtigsten bildenden Künstlern des NS-Regimes aufgenommen. Nach Kriegsende waren 1946 auf der Ersten Allgemeinen Deutschen Kunstausstellung im Dresden der Sowjetischen Besatzungszone erneut ausgestellt. Der Künstler galt „in West- wie in Ostdeutschland als ‚Wahrer humanistisch-realistischer Tradition‘.“ Er war in allen vier Regierungssystemen, der Weimarer Republik, dem nationalsozialistischen Unrechtssystem, in dem sozialistischen, wie auch kapitalistischen Nachkriegsdeutschland geschätzt.

## Grabstätte

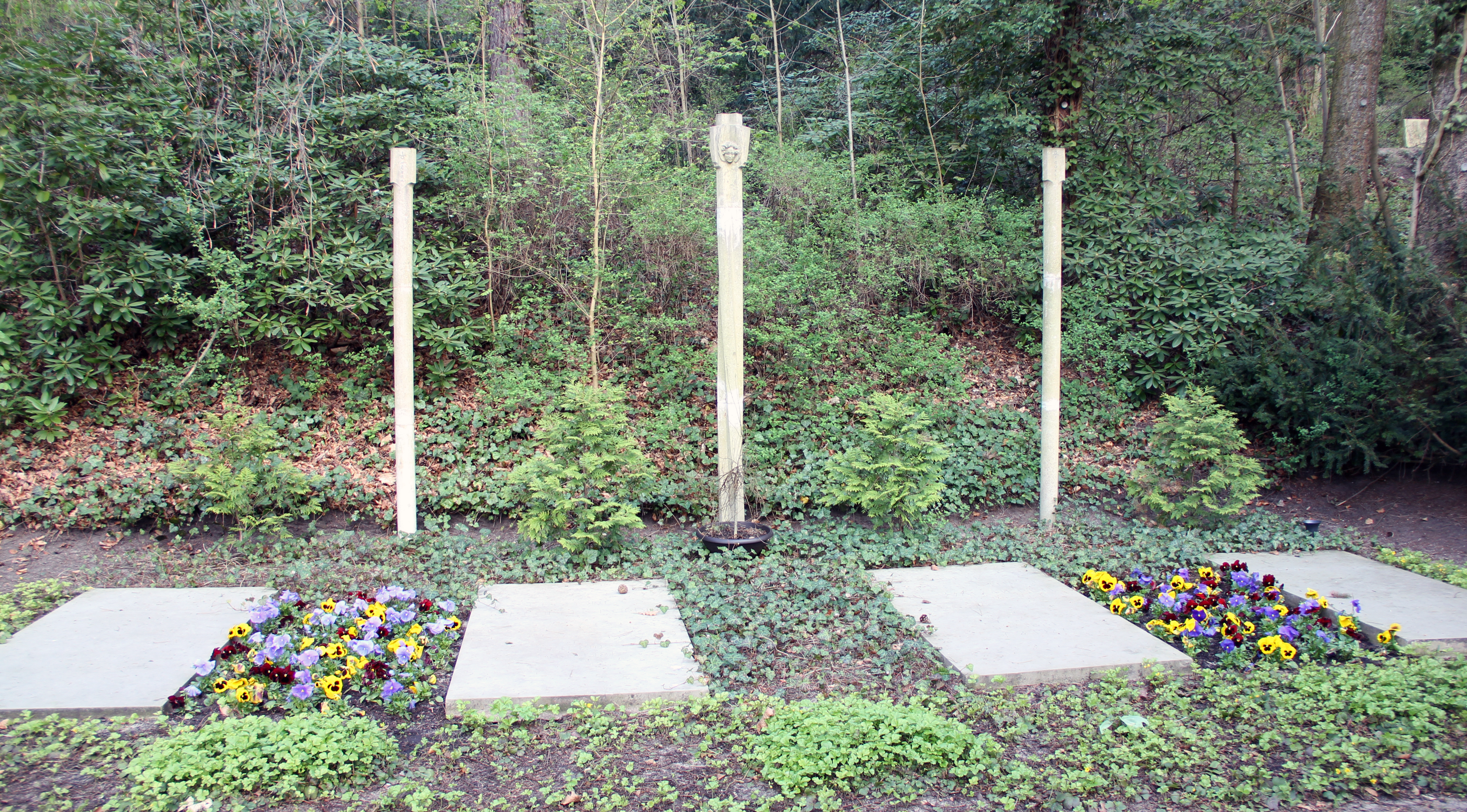
Grabanlage der Familie Kolbe auf dem Friedhof Heerstraße in Berlin-Westend mit dem Ehrengrab von Georg Kolbe

Das Grab von Georg Kolbe befindet sich auf dem Friedhof Heerstraße in Berlin-Westend (Grablage: 2-D-4). Er ruht dort neben seiner Gattin Benjamine, die 1927 den Freitod wählte. Kolbe selbst entwarf das künstlerisch bedeutende Grabdenkmal, bestehend aus drei schlanken, hohen Marmorstelen in expressionistischer Formensprache und vier davor arrangierten Grabplatten, ausgeführt von Josef Gobes. Die mittlere Stele zeigt an der Spitze das Porträt Benjamine Kolbes in drei Varianten. Die seitlichen Stelen tragen an den Kapitellen die Inschriften Terra („Erde“) und Coeli („Himmel“). Kolbe wählte die ausgefallene Form stangenartiger Grabmonumente offenbar, damit er das Grab vom Obergeschoss des Wohn- und Atelierhauses sehen konnte, das er sich 1928/1929 in der nahegelegenen Sensburger Allee erbaute und das inzwischen als Georg Kolbe Museum genutzt wird. Auch die Tochter Leonore (1902–1981) und ihr Ehemann Kurt von Keudell (1896–1978) wurden später in der Grabanlage auf dem Friedhof Heerstraße bestattet.
Die Grabanlage Kolbe, im Zweiten Weltkrieg durch eine Sprengbombe schwer beschädigt und in den Jahrzehnten danach der Verwitterung anheimgefallen, wurde auf Initiative des ehemaligen Berliner Landeskonservators Helmut Engel bis 2015 umfassend restauriert. Dabei lag besonderes Augenmerk auf der Beseitigung der Schäden an den Stelen, der Reinigung und Anhebung der abgesackten Grabplatten und der gartenbaulichen Gestaltung und Einbettung der Anlage.
Auf Beschluss des Berliner Senats ist die letzte Ruhestätte von Georg Kolbe seit 1990 als Ehrengrab des Landes Berlin gewidmet. Die Widmung wurde 2016 um die inzwischen übliche Frist von zwanzig Jahren verlängert.

## Kolbes Atelierhaus in Berlin
In den Jahren 1928/1929 erbaute Kolbe in Zusammenarbeit mit dem Schweizer Architekten Ernst Rentsch ein Atelierhaus in der Sensburger Allee in Berlin-Westend. Kurz danach wurde das Nachbarhaus für Kolbes Tochter errichtet. Auffallend an dem Atelierhaus waren die Ziegelbauweise, die ineinander übergehenden, von Tageslicht durchfluteten Räume, die Dachterrasse und der Skulpturenhof und -garten inmitten von Kiefern und Laubbäumen.
Kolbe bewohnte das Haus bis zu seinem Tode 1947. Die Schäden, die 1943 durch eine Luftmine verursacht wurden, konnten mit Hilfe der US-Amerikaner noch zu seinen Lebzeiten behoben werden.
In seinem Testament bestimmte Kolbe, dass sein Werk in seinem Atelierhaus öffentlich zugänglich zu machen sein solle. Sein Nachlass umfasste 200 Plastiken, über 1000 Zeichnungen, Gipsmodelle und seinen schriftlichen Nachlass. Aus seinem Nachlass ging 1949 eine Stiftung hervor, die 1950 das Georg-Kolbe-Museum eröffnete. Dieses konnte bis zum Ende der 1960er Jahre die ursprüngliche Atelier-Atmosphäre des Hauses erhalten.
Ab 1969 wurde das Atelier als Ausstellungshaus genutzt. Ab 1978 erhielt das Museum Subventionen des Landes Berlin. Eine Bedingung dafür war, dass das Haus nicht nur einen einzigen Künstler präsentiert. Es erfolgten Neuerwerbungen von Werken von Künstlern aus der ersten Hälfte des 20. Jahrhunderts. Die Ausstellungstätigkeit, die sich im Wesentlichen auf Werke der Bildhauerei beschränkt, wurde intensiviert. Dies hat zur Folge, dass sich der Besucherzuspruch ungefähr verzwanzigfacht hat.
Die Architektengruppe AGP (Heidenreich, Meier, Polensky, Zeumer) schuf 1996 in dezenter Anpassung einen Erweiterungsbau mit zwei Untergeschossen (ein Ausstellungsraum und ein Depot) und direkter Anbindung zum Atelierhaus. Die Ausstellungsfläche wurde dadurch mehr als verdoppelt. Für diesen Anbau wurde das Tonatelier, das der Bauhaus-Architekt und Walter-Gropius-Schüler Paul Linder 1932 im Stile der Moderne und im Auftrag von Georg Kolbe entworfen hatte, abgerissen.
Das Architekturbüro Winfried Brenne wurde 2016 beauftragt, das Atelierhaus denkmalgerecht zu restaurieren. In den Jahren 2019/2020 wurde vom gleichen Büro die umfassende Restaurierung des Nachbarhauses, das heute das Museumscafé und Büroräume beherbergt, durchgeführt.
Etwa 200 Meter vom Kolbehaus in der Sensburger Allee, Richtung Olympiastadion, befindet sich der Georg-Kolbe-Hain mit posthumen Güssen von fünf Großbronzen der 1930er und 1940er Jahre.
Der Asteroid (7315) Kolbe wurde nach ihm benannt.

## Stilphasen
Am Beginn des Werkes von Georg Kolbe stehen symbolistische Gemälde und Grafiken. Er war von Max Klinger beeinflusst, von dem er auch unterstützt wurde. Ohne Ausbildung als Bildhauer begann er um 1900 Köpfe zu modellieren. Die anschließend entstandenen ersten Plastiken zeigen, vergleichbar den früheren und malerischen Arbeiten, pathetische Kompositionen. Nach der Übersiedlung nach Berlin, 1904, gab Kolbe die Malerei auf. In der zweiten Hälfte der 1910er Jahre vereinfachten sich die Motive seiner Plastiken, er konzentrierte sich auf Einzelgestalten, meist Aktfiguren junger Frauen.
Kolbe entwickelte seit 1910 seinen eigenen Stil, den er in der Skulptur Die Tänzerin zum Ausdruck brachte. Es folgte eine expressionistische und Mitte der 1920er Jahre eine impressionistische Phase. Nach dem Tod seiner Frau, 1927, nahm er die zuvor für sein Schaffen charakteristische Bewegtheit zurück; nun dominieren ruhig stehende Figuren. Prägend für sein Gesamtwerk sind natürliche gestaltete Figuren, die beim Betrachten eine träumerische Stimmung hervorrufen.

## Audio
- „Tea and dry biscuits“: Ausstellung zu 75. Jahren Georg Kolbe Museum in Berlin, 5.38 Minuten Audio-Version von Simone Reber, Deutschlandfunk Kultur 16. April 2025

## Werke (Auswahl)

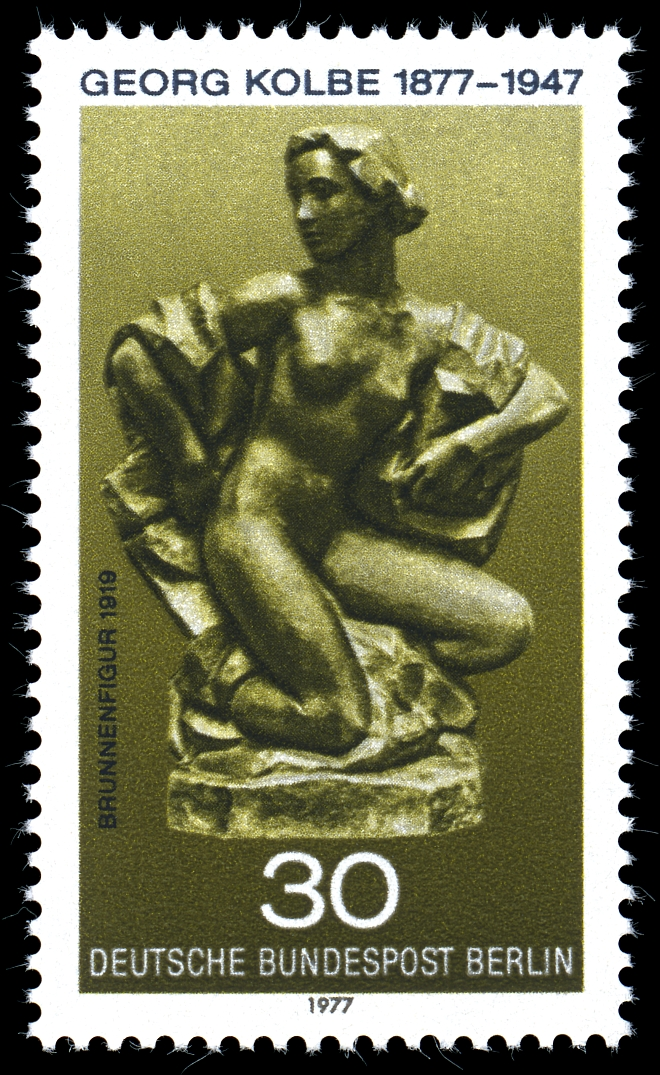
Brunnenfigur
Sonderbriefmarke (Berlin) zum 100. Geburtstag 1977

Georg Kolbe hat annähernd 1000 verschiedene Plastiken geschaffen, von denen eine beträchtliche Zahl nicht erhalten ist. Die Zahl der Zeichnungen übersteigt 2000 Blätter.
Kolbes Werke sind in Museen Europas, der USA und in Russland vertreten. Sein Marktwert auf dem Kunstmarkt ist hoch; für seine Skulpturen wurden bis zu 1,2 Millionen US-Dollar bezahlt.
- 1902: Frauenbildnis (Dresden)
- um 1911: Bildnis Viola Tegtmeyer. Büste in Bronze. Behnhaus, Lübeck
- 1912: Die Tänzerin (Nationalgalerie, Berlin)
- 1912: Die Bachnymphe (Bonn-Bad Godesberg, Redoutenpark)[35]
- 1913: Heine-Denkmal (Taunus-Anlage, Frankfurt am Main)
- 1913–1919: Der Tänzer (Nijinsky), Hamburger Kunsthalle, Kunstsammlungen Chemnitz
- 1914–1917: Bellona, Wuppertal, Kasinogarten
- 1917/1918: Kriegerdenkmal für die Begräbnisstätte im Botschaftspark von Therabia (heute: Tarabya) auf der europäischen Seite von Istanbul, Türkei. Aus einem fünf Tonnen schweren hellen Muschelkalkblock gestaltete Kolbe einen Engel, auf dessen Knien ein Krieger sein Leben aushaucht.
- 1921: Assunta
- 1924: Die Verkündung in den Bürgergärten in Lübeck, der Entwurf des Denkmals für gefallene Buchhändler des Ersten Weltkriegs in Leipzig.
- 1925: Der Morgen und Der Abend, Ceciliengärten, Berlin. Ein getöntes Gipsmodell der Statue Der Morgen stand 1929 im Deutschen Pavillon auf der damaligen Weltausstellung in Barcelona
- 1926: Kriegerdenkmal 1914–1918 in Buchschlag bei Frankfurt am Main
- 1926–1930: Große Nacht, Hamburger Kunsthalle. Bronzeguss.
- 1926–1947: Beethoven-Denkmal in Frankfurt am Main
- 1927: Zwei Skulpturen Badende Frauen (Paar) aus Muschelkalk flankieren den Eingang zur Spielwiese des Hamburger Stadtparks und den Beginn der Achse von der Otto-Wels-Straße (früher: Hindenburgstraße) zum Stadtparksee.
- 1930: Rathenau-Brunnen im Volkspark Rehberge in Berlin
- 1931–1933: Heinrich-Heine-Denkmal Aufsteigender Jüngling im Ehrenhof, Düsseldorf
- 1933, 1935: Zehnkampfmann und Ruhender Athlet auf dem Olympiagelände Berlin
- 1935: Junger Streiter, früher beim Flensburger ZOB, heute bei der Marineschule Mürwik
- 1936: Großer Wächter, überlebensgroße Bronze für eine Kaserne in Lüdenscheid, heute dort in der Innenstadt
- 1936/1937: Menschenpaar, am Maschsee, Hannover
- 1939: Stehender Jüngling, seit 1952 vor dem Drahthaus in Düsseldorf-Golzheim[36]
- 1939: Den Opfer der Arbeit auch Knieender Jüngling für Krefeld genannt, 2,60 cm große Bronzeskulptur eines nackten Jünglings, der sich auf ein Schwert stützt, vor den ehemaligen Deutschen Edelstahlwerken, gegenüber Gladbacher Straße 551 in Krefeld. Ende Juli 2025 wurde der nackte Jüngling von Metalldieben abgesägt (zu dieser Zeit schon ohne Schwert) und zerkleinert. Ein Zeuge verhinderte den Abtransport. Die ehemalige Bronzestatue wurde sichergestellt.[37][38]
- 1945: Der Befreite

Darüber hinaus rund 200 Porträts, darunter Henry van de Velde (1913); Margarete von Kühlmann Freifrau von Stumm-Ramholz (1915); Harry Graf Kessler (1916); Richard von Kühlmann (1917); Friedrich Ebert (1925); Edith von Schrenck (1929); Ferruccio Busoni (1925); Gret Palucca (1925); Max Slevogt (1926); Hans Prinzhorn (1933); Max Liebermann (1929), Selbstbildnis (1925 und 1934).

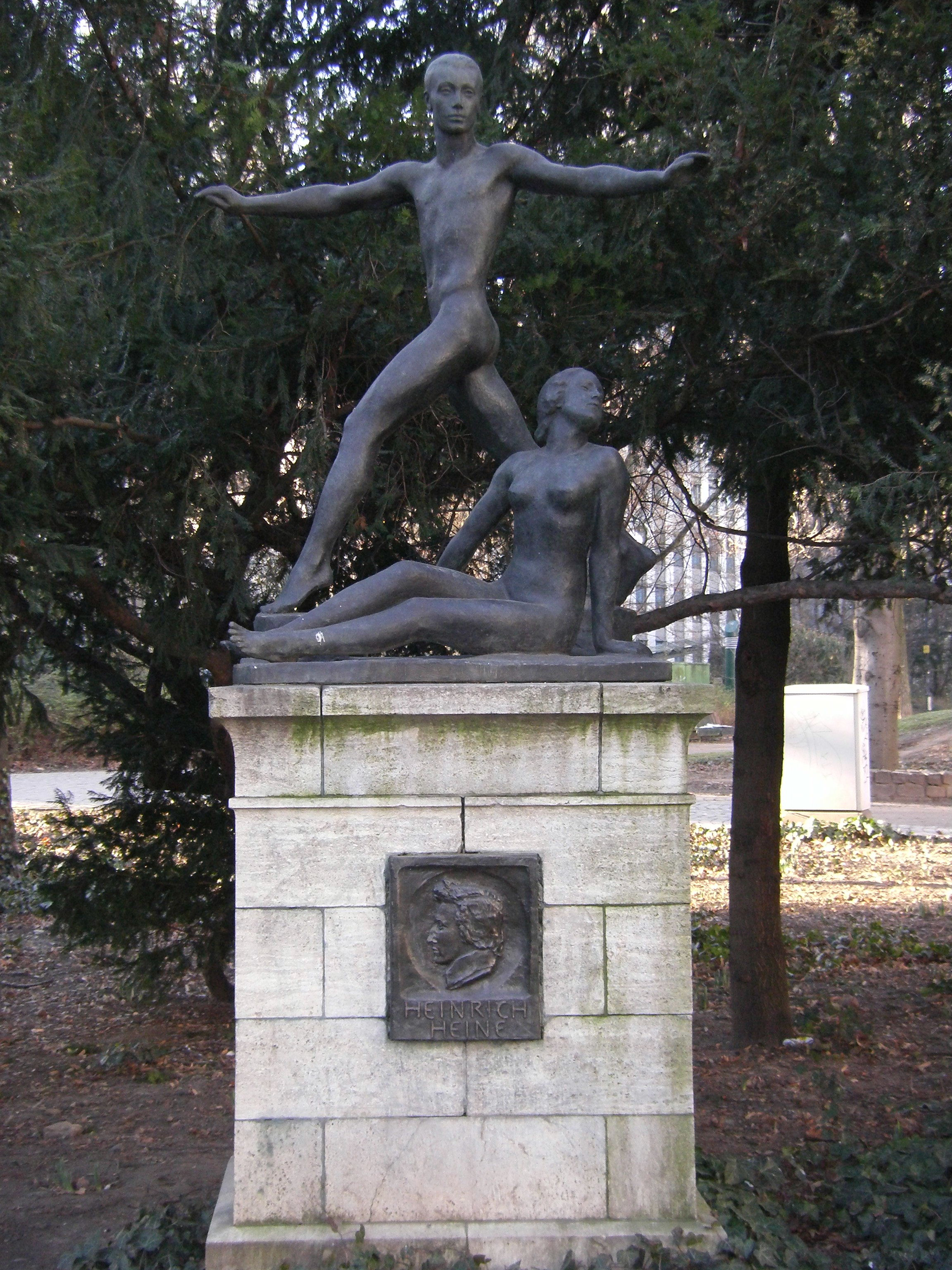
Heinrich-Heine-Denkmal, 1913, in Frankfurt am Main
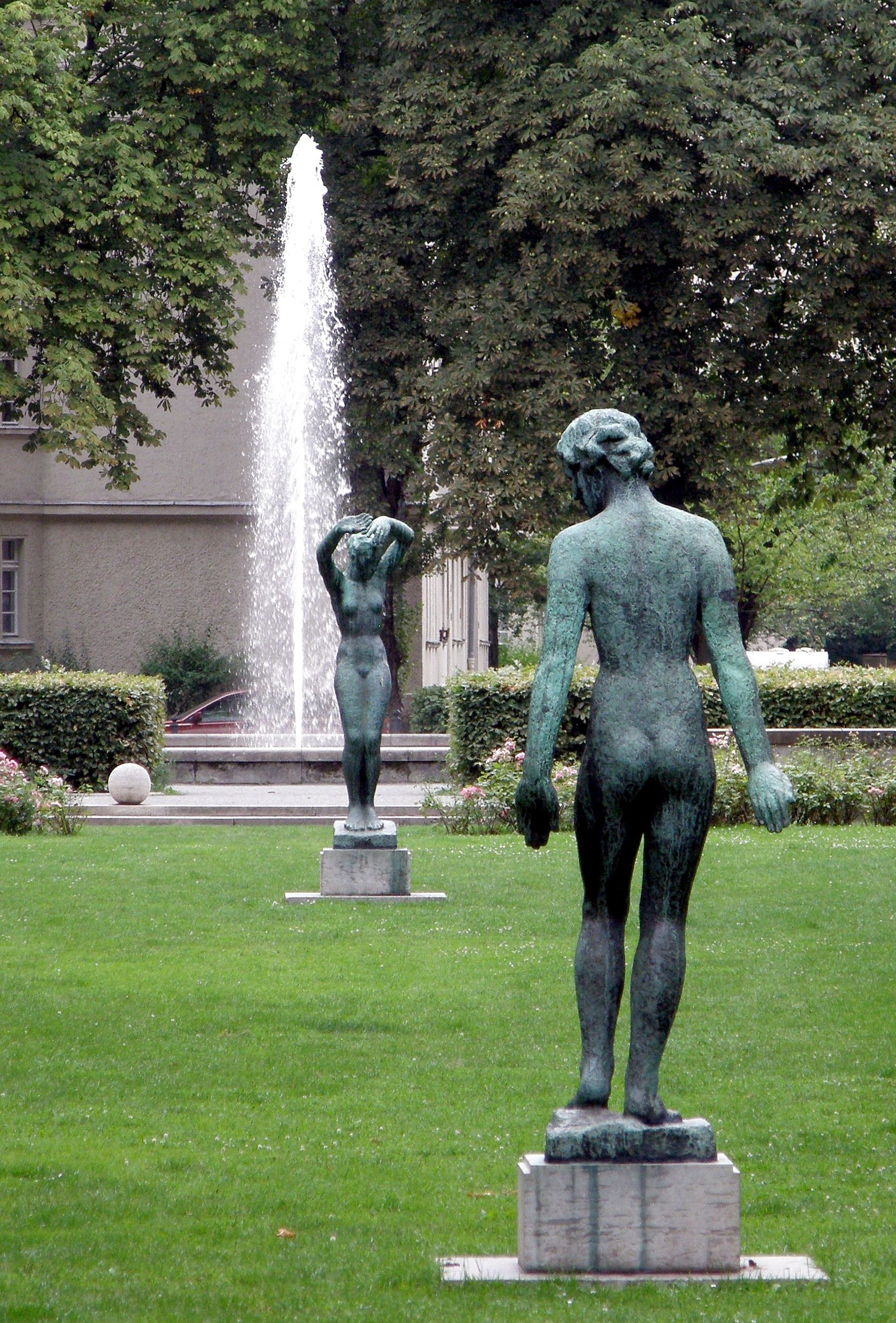
Der Morgen und Der Abend, 1925, in den Berliner Ceciliengärten
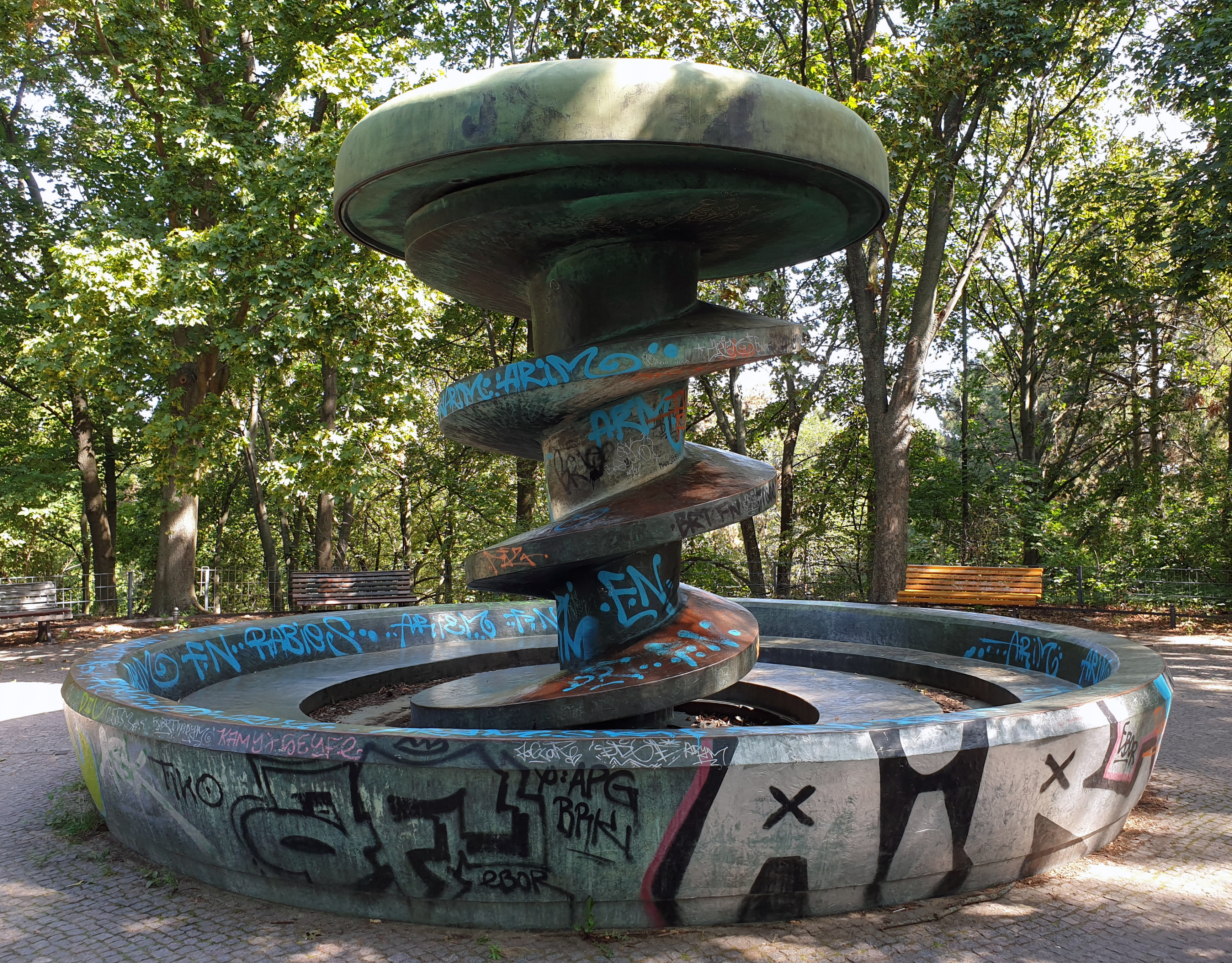
Rathenaubrunnen, 1930, Volkspark Rehberge, Berlin-Wedding
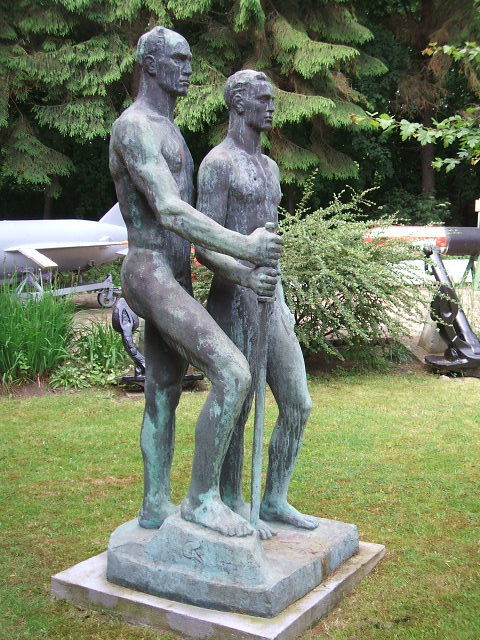
Marinemuseum, 1935, Stralsund
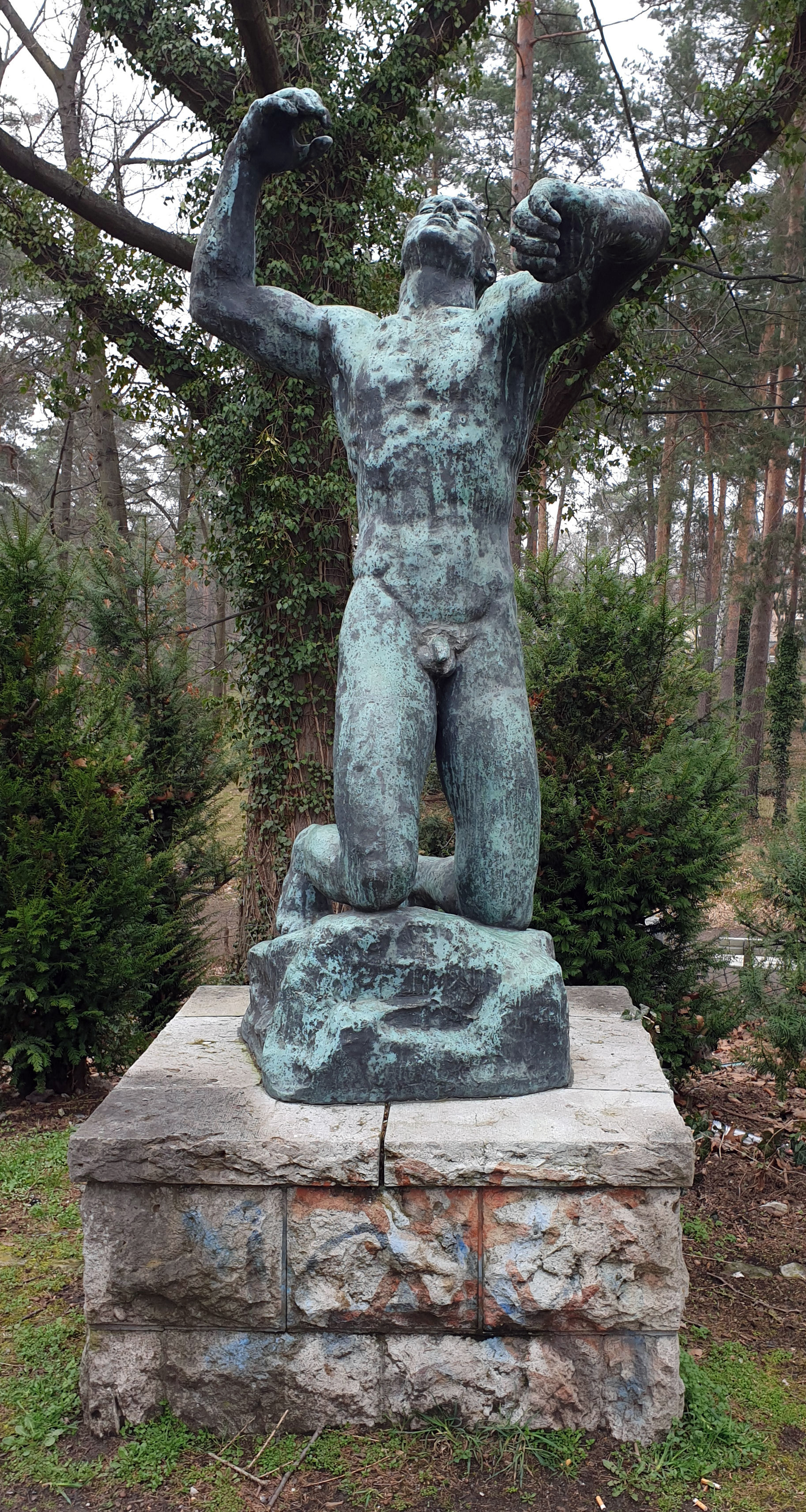
Großer Stürzender, 1940/42, Nachguss von 1961 Berlin-Westend
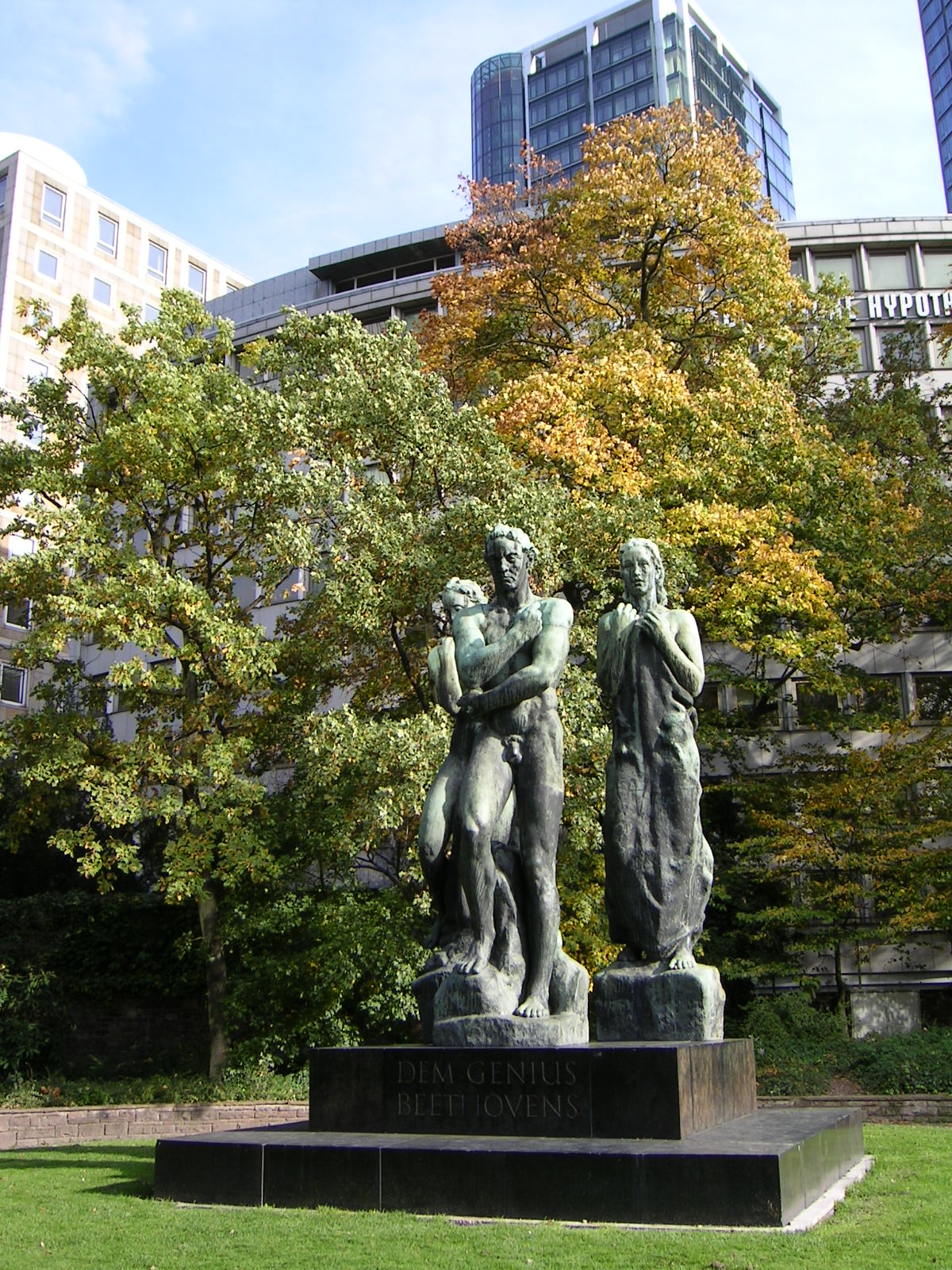
Beethoven-Denkmal, Frankfurt am Main
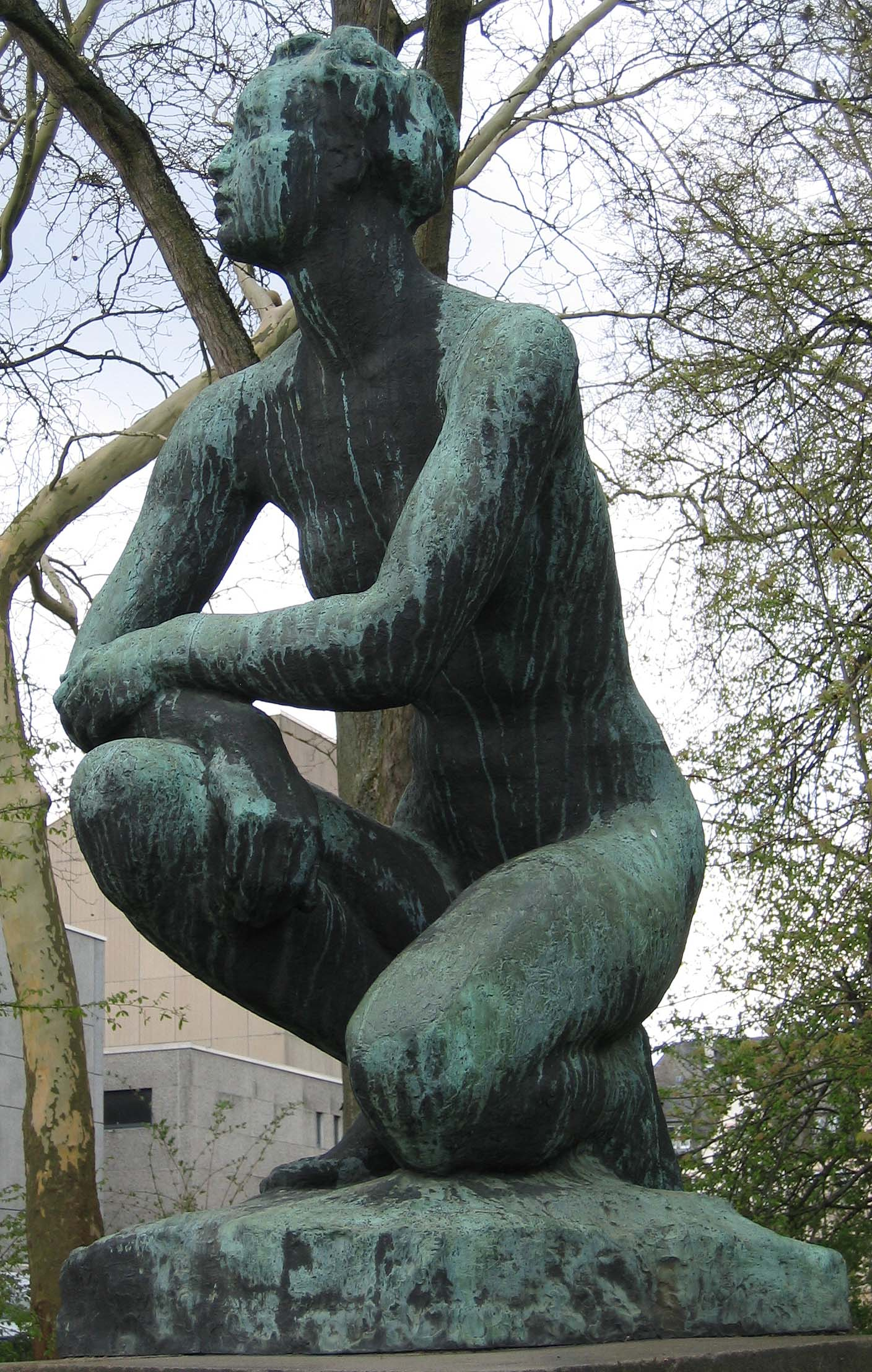
Kauernde, im Garten des Kunstmuseums Marburg
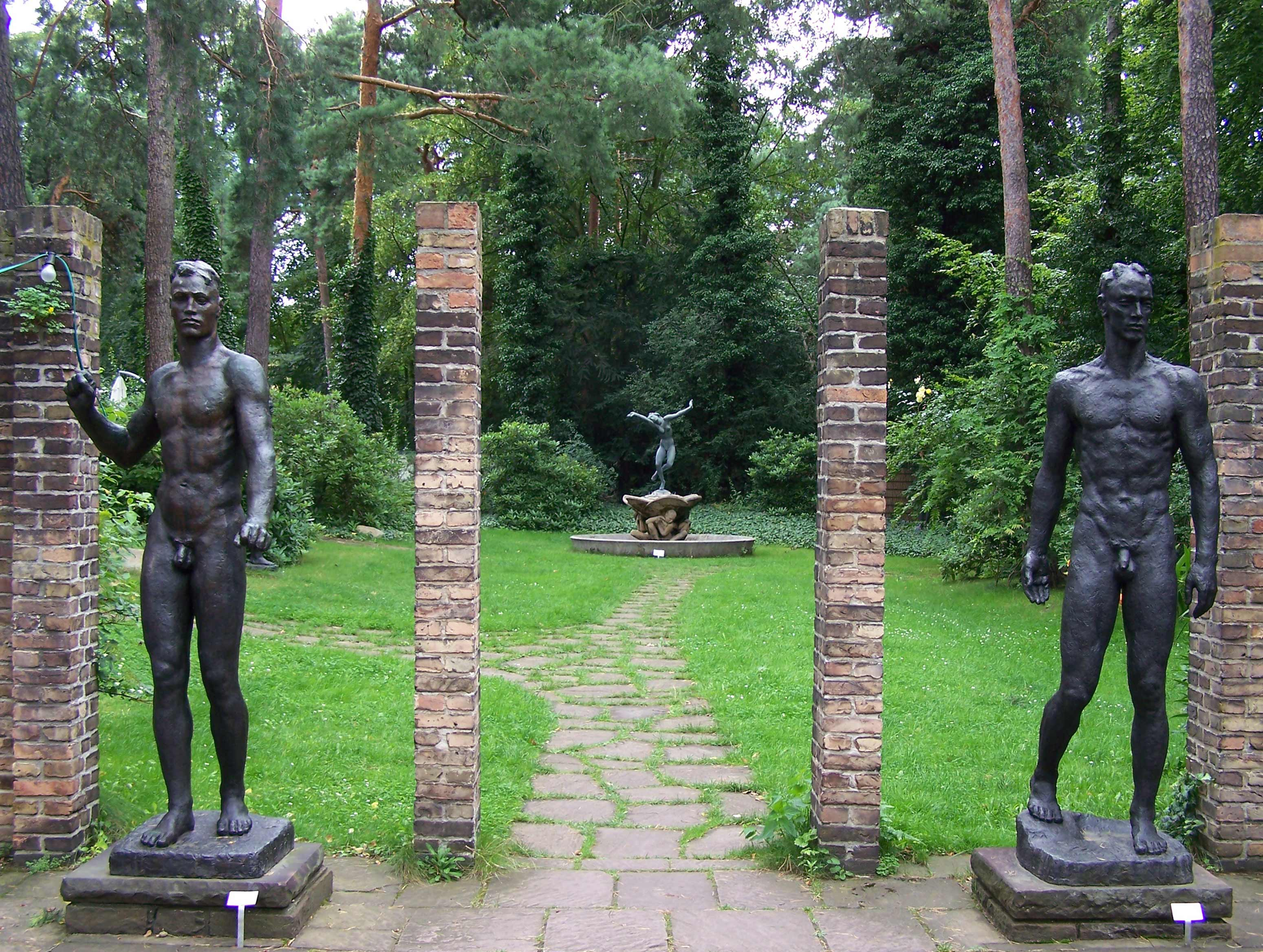
Museumsgarten im Kolbemuseum
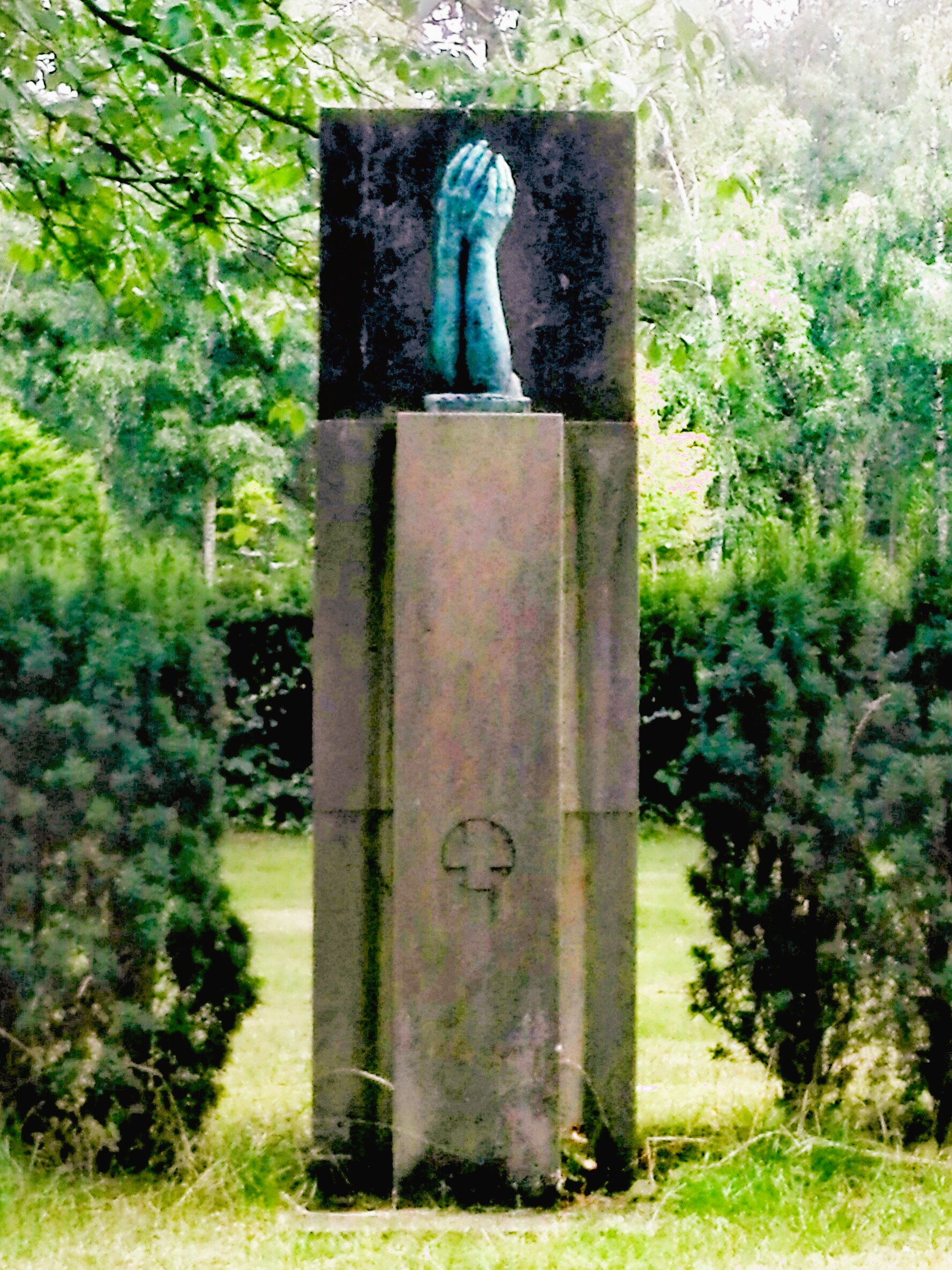
Hände der lübeckischen Schwesternschaft vom Deutschen Roten Kreuz auf dem Vorwerker Friedhof

## Ehrungen
Der Bildhauer erfuhr etliche Ehrungen wie 1905 der Villa-Romana-Preis; 1918 der Professor-Titel vom Preußischen Kultusministerium; 1919 die Mitgliedschaft n der Akademie der Künste. Berlin; 1927 Ehrendoktorwürde der Universität Marburg; 1936 den Goethepreises der Stadt Frankfurt, 1937 die Goetheplakette der Stadt Frankfurt am Main und 1942 die auf Reichspräsident Hindenburg zurückgehende Goethe-Medaille für Kunst und Wissenschaft, die ab 1934 von Adolf Hitler verliehen wurde.

## Sammlungen
- Georg-Kolbe-Museum, Berlin-Westend. Im ehemaligen Atelier- und Wohnhaus des Künstlers werden etwa 200 Skulpturen sowie 1500 Zeichnungen und Graphiken aufbewahrt.
- Kleine Galerie im Waldheimer Kulturzentrum, Waldheim

## Ausstellungen (Auswahl)
- 2014: Georg Kolbe und der Erste Weltkrieg. Georg-Kolbe-Museum, Berlin.[39]
- 2013: Im Atelier des Bildhauers. Zu Gast bei Georg Kolbe. Georg-Kolbe-Museum, Berlin.[40]